# 反貼補稅
反贴补税 （英文：Countervailing Duty），又称反補貼稅、反津貼稅、抵消稅或补贴税。它是进口国家对于直接或间接接受奖金或贴补的外国商品进口所征收的一种进口附加税。进口商品在出口国家生产、制造、加工、买卖、输入过程中接受了直接的奖金或贴补，并使进口国家生产的同类产品遭受重大损害此即构成征收反贴补税的重要条件。反贴补税的税额一般以“贴补数额”征收。其目的在于增加进口商品的成本，抵消出口国对该项商品所做的补贴的鼓励作用。

## 另見
- 關稅
- 反傾銷稅